# Jasenovo (Slowakije)
Jasenovo (Hongaars: Turócjeszenő) is een Slowaakse gemeente in de regio Žilina, en maakt deel uit van het district Turčianske Teplice.
Jasenovo telt 149 inwoners.